# HMCS Magnificent (CVL 21)
HMCS Magnificent (CVL 21) var ett lätt hangarfartyg av Majestic-klass som tjänstgjorde i kanadensiska flottan 1946–1956.

## Tjänsthistoria
Magnificent, det tredje fartyget i Majestic-klassen, byggdes av Harland and Wolff och kölsträcktes den 29 juli 1943. Hon sjösattes året efter den 16 november 1944. Hon köptes från Royal Navy (RN) för att ersätta HMCS Warrior och tjänstgjorde i olika roller, både som flygflottilj och helikopterflottilj. Hon var allmänt känd som Maggie. Hennes flygkomplement bestod av Fairey Fireflies och Hawker Sea Furies liksom Seafires och Avengers.

### Myteriet 1949
Den 20 mars 1949, under flottans manöver i Västindien, vägrade 32 flygplanshanterare på Magnificent en order om att vända sig till morgonens rengöringsstationer för att protestera olika klagomål. Kaptenen agerade med stor känslighet för att avvärja krisen genom att hålla en informell diskussion med de missnöjda besättningsmedlemmarna och använde försiktigt termen "incident" istället för "myteri", vilket kunde ha resulterat i allvarliga juridiska följder för hanterarna.
Vid nästan samma tidpunkt skedde liknande incidenter på Crescent i Nanjing, Kina och på Athabaskan i Manzanillo, Mexiko. Båda vars kaptener handlat på liknande sätt som på Magnificent.

### Suezkrisen
Hennes sista roll var som ett transportfartyg under Suezkrisen då hon transporterade en stor del av de kanadensiska fredsbevarande styrkorna till Egypten med dess fordon parkerade på hennes däck.

### Utrangering
Magnificent utrangerades av flottan 1956 och ersattes av HMCS Bonaventure, ett annat hangarfartyg av Majestic-klass (HMS Powerful) som inte hade färdigställts vid krigsslutet. Magnificent återvände till Royal Navy 1957 och placerades i reserven tills skrotning. Fartyget skrotades i Faslane i juli 1965.